# Presbyterian Church in America
De Presbyterian Church in America (PCA) is het op een na grootste presbyteriaanse kerkgenootschap, na de Presbyterian Church (USA), en het grootste conservatieve gereformeerde kerkgenootschap in de Verenigde Staten. De PCA is gereformeerd qua godsdienstopvatting en presbyteriaans qua kerkbestuur en actief op het gebied van zendingswerk.
Het motto van de Presbyterian Church in America is: "Trouw aan de Schrift, trouw aan het gereformeerde geloof, gehoorzaam aan de grote opdracht van Jezus Christus." De PCA verklaart zich te houden aan de historische confessionele normen van het presbyterianisme: de Belijdenis van Westminster en de kleine en grote catechismus van Westminster. Deze secundaire documenten worden beschouwd als ondergeschikt aan de Bijbel, want alleen de Bijbel wordt beschouwd als het geïnspireerde Woord van God.

## Bekende leden
Bekende leden van de PCA zijn:
- Steven Curtis Chapman, muzikant, singer-songwriter
- Tim Keller, theoloog en predikant
- Francis Schaeffer, theoloog en filosoof
- Douglas F. Kelly, Kelly was hoogleraar theologie aan het Reformed Theological Seminary, eerst vanaf 1981 op de Jackson-campus en sinds 1994 op de campus in Charlotte. Hij is nu emeritus hoogleraar. Hij werkte samen met David F. Wright aan de Universiteit van Edinburgh als hoofdredacteur van een nieuwe Engelse vertaling van Calvijns oudtestamentische commentaar. Aan deze universiteit behaalde hij zijn doctortitel.
- Kevin DeYoung, auteur, blogger voor The Gospel Coalition, en predikant bij de University Reformed Church in Lansing, Michigan.